# 紋影

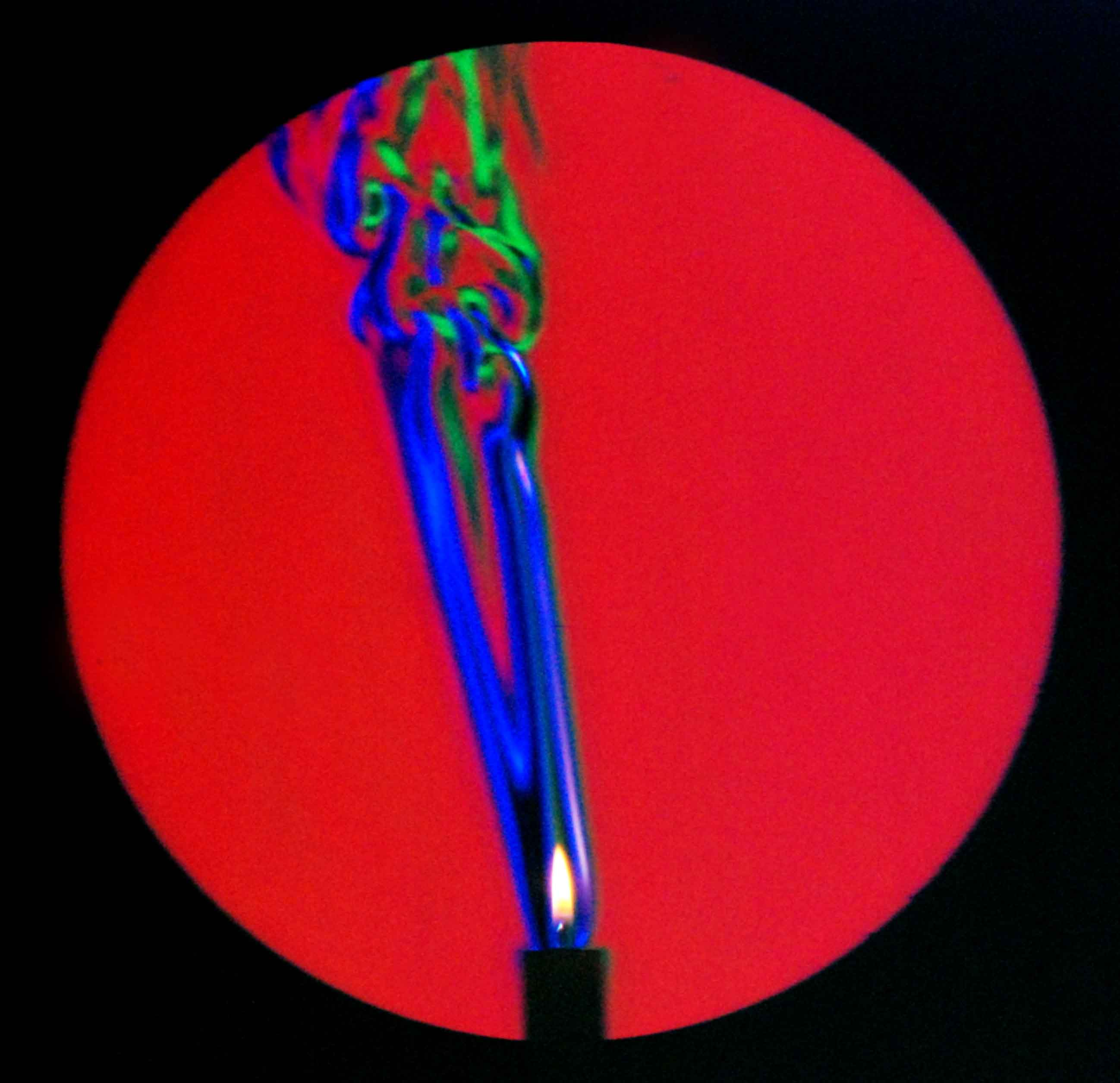
蠟燭燃燒產生的熱羽流之彩色紋影圖，被向左吹的微風干擾

紋影（英語：optical streak）是透明介質內光程長度的局部偏差，人眼不一定可見。這些偏差會使光線偏離原本路徑，尤其是折射。取決於光線偏離方向，偏差會使圖像局部變光、變暗甚至變色。紋影物理學是出於要生產無紋影的高品質透鏡而發展起來。